# Ichneumon fuscatus
Ichneumon fuscatus är en stekelart som beskrevs av Gmelin 1790. Ichneumon fuscatus ingår i släktet Ichneumon och familjen brokparasitsteklar. Inga underarter finns listade i Catalogue of Life.